# Zauberwasser-Weg Grächen
Als Zauberwasser-Weg Grächen wird die Schweizer Wanderroute 180 (eine von 269 lokalen Routen) in den Walliser Alpen bezeichnet.
Der Rundweg startet in Grächen im Schweizer Kanton Wallis und folgt den beiden parallel verlaufenden Suonen Eggeri und Chilcheri über Riedbach und Hohtschugge zurück nach Grächen.
Das ergibt eine Strecke von 13 Kilometern, wobei man 480 Höhenmeter auf- und abzusteigen hat. Unterwegs gibt es Ruheplätze; man sollte mit einer reinen Gehzeit von vier Stunden rechnen.

## Bilder

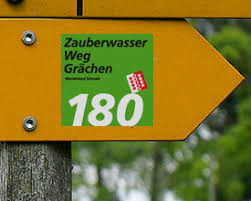
Wegweiser
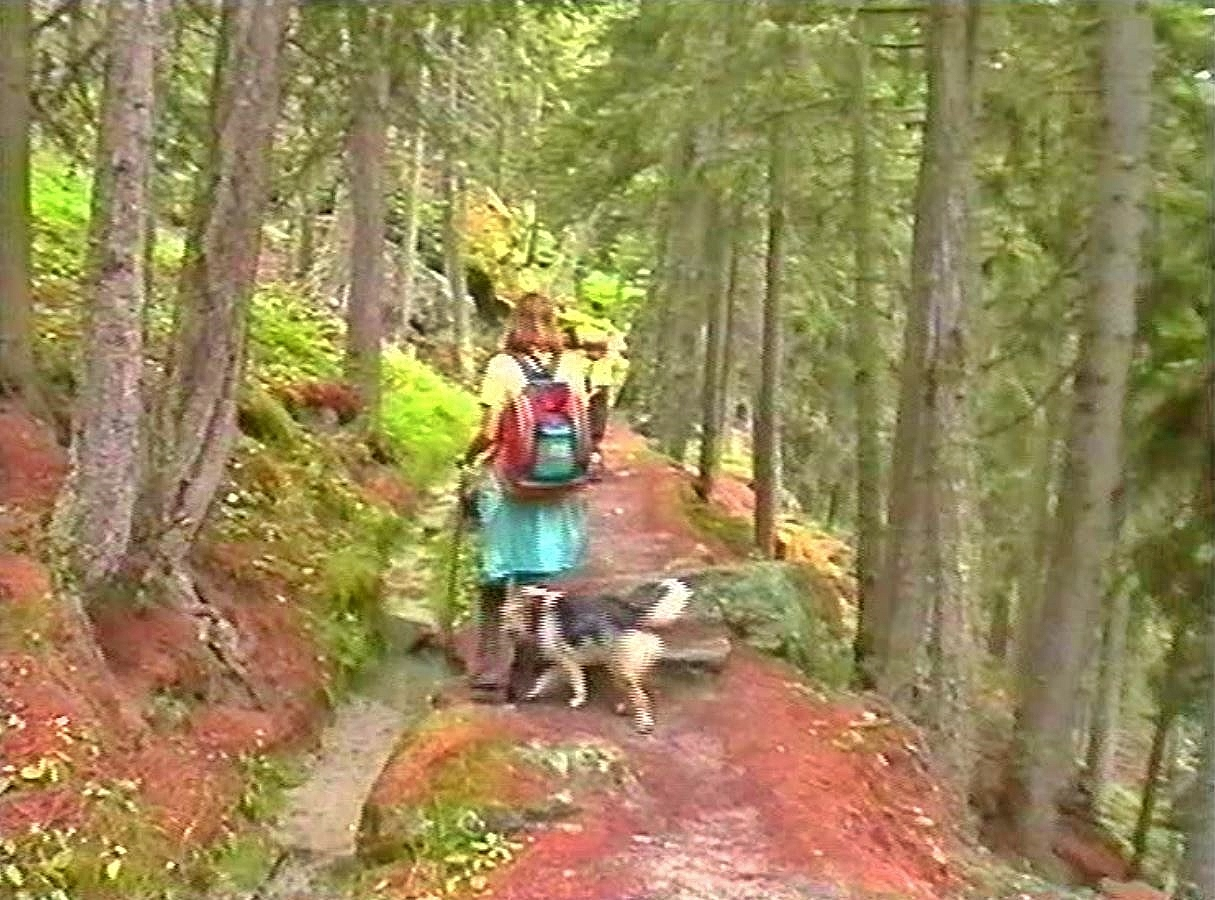
Suone Grächen > Gasenried

## Nachweise
1. ↑  Alle lokalen Routen bei SchweizMobil.
2. ↑  Lage & Höhen gemäß «geo.admin.ch».